# Sidcay
Sidcay ist ein Vorort der Provinzhauptstadt Cuenca sowie eine Parroquia rural („ländliches Kirchspiel“) im Kanton Cuenca der ecuadorianischen Provinz Azuay. Die Parroquia besitzt eine Fläche von 17,08 km². Die Einwohnerzahl lag im Jahr 2010 bei 3964. Die Parroquia wurde am 1. September 1852 gegründet.

## Lage
Die Parroquia Sidcay liegt am Nordrand einer Beckenlandschaft in den Anden im Nordosten des Ballungsraumes von Cuenca. Im Westen reicht das Verwaltungsgebiet bis zum Ostufer des nach Süden fließenden Río Machángara, linker Quellfluss des Río Cuenca. Das 2600 m hoch gelegene Verwaltungszentrum Sidcay befindet sich 9,5 km nordnordöstlich vom Stadtzentrum von Cuenca. Die Straße Cuenca–Déleg führt an Sidcay vorbei.
Die Parroquia Sidcay grenzt im Osten an die Provinz Cañar mit der Parroquia Solano (Kanton Déleg), im Südosten an die Parroquia Llacao, im Süden an die Parroquia Ricaurte, im Südwesten an die Parroquia urbana Machángara, im zentralen Westen an die Parroquia Chiquintad, im Nordwesten an die Parroquia Checa sowie im Norden an die Parroquia Octavio Cordero Palacios.